# Malalag
Malalag è una municipalità di terza classe delle Filippine, situata nella Provincia di Davao del Sur, nella Regione del Davao.
Malalag è formata da 15 baranggay:
- Bagumbayan
- Baybay
- Bolton
- Bulacan
- Caputian
- Ibo
- Kiblagon
- Lapu-Lapu (Lapla)
- Mabini
- New Baclayon
- Pitu
- Poblacion
- Rizal (Parame)
- San Isidro
- Tagansule